# 巴纽和卡尔瓦略萨
巴纽和卡尔瓦略萨是葡萄牙波尔图区的一个堂区。总面积4.83平方公里，总人口1470人，人口密度304.3人/平方公里。